# Bao la vùng trời
Bao la vùng trời (tên khác: Vùng trời bao la, tên tiếng Anh: Triumph in the Skies) là một bộ phim truyền hình được TVB trình chiếu tập đầu vào ngày 27/10/2003 và kết thúc vào ngày 19/12/2003 với 40 tập phim.

## Nội dung
Đường Diệc Sâm (Samuel - Sam) và Lăng Vân Chí (Vincent) là đôi bạn thân từ nhỏ và khi lớn lên hai người đều thực hiện được ước mơ tuổi thơ của mình, đó là trở thành phi công của hãng hàng không Solar Airway.
Tuy là bạn sinh tử tri giao trong công việc nhưng về phương diện tình cảm thì họ lại là hai con người trái ngược. Diệc Sâm bảo thủ trong quan hệ nam nữ trong khi Vân Chí lại là anh chàng phi công phong lưu. 
Duyên phận đưa đẩy khiến Diệc Sâm và Lạc Dĩ San (Belle), một nhân viên của hãng hàng không Solar gặp nhau trên đất Ý. Họ đã quen nhau. Tuy nhiên, vì một hiểu lầm không đáng mà họ đã không gặp lại nhau. Cũng trên đất Ý, Vân Chí gặp Dĩ San, và ngay từ giây phút đầu tiên, anh đã nguyện chấm dứt cuộc đời phi công đa tình của mình để toàn tâm toàn ý yêu Dĩ San.
Bên cạnh đó, Tô Di (Zoe), một cô gái trẻ tuổi, trên một chuyến bay được Diệc Sâm giúp đỡ đã đem lòng yêu thầm anh và cũng vì vậy cô đến xin việc và trở thành nhân viên phục vụ dưới mặt đất của hãng hàng không Solar. Cô không ngừng bày tỏ tình cảm và tiếp cận Diệc Sâm nhưng đáng tiếc, anh chỉ coi cô như người em gái nhỏ.
Diệc Sâm có người em trai là Diệc Phong (Issac), do từ nhỏ cha mẹ đã chia tay nên hai anh em không biết mặt nhau cho đến khi mẹ anh và Diệc Phong trở về HK đoàn tụ với gia đình. Mối quan hệ giữa Diệc Sâm và Diệc Phong không được hòa thuận cho lắm. Thi vào hãng hàng không Solar để trở thành một phi công trẻ, ban đầu Diệc Phong chỉ coi đó là trò vui, nhưng anh đã cảm thấy mình thực sự yêu thích và muốn gắn bó với công việc này. Bên cạnh đó, còn có Hy Hân (Zita), Hạo Thông (Donald), Lập Hào (Criss), Chí Hoằng (Roy),....., mỗi người một hoàn cảnh nhưng họ trở thành nhóm bạn thân sát cánh bên nhau trên con đường thực hiện ước mơ trở thành phi công.
Ngày đầu tiên trên chuyến bay với tư cách là cơ trưởng, vì bảo vệ Dĩ San mà Diệc Sâm bị tai nạn và ảnh hưởng đến đôi mắt. Thất vọng và chán nản khi phải đến làm việc ở một bộ phận mới, nhưng bên cạnh Diệc Sâm luôn có Tô Di bên cạnh động viên, khích lệ. Và anh đã chấp nhận tình yêu của cô.
Vì một tai nạn nhỏ mà Dĩ San nghĩ mình bị nhiễm HIV, người đầu tiên cô tìm đến là Diệc Sâm, điều này khiến Vân Chí rất thất vọng. Cả bốn người, Diệc Sâm, Dĩ San, Vân Chí và Tô Di họ cùng làm việc một nơi và đang vướng vào chiếc vòng luẩn quẩn của sợi dây tình cảm, khi mà Tô Di và Vân Chí đều đặt ra câu hỏi, người bên cạnh mình thực sự có yêu mình hay không, là lúc cat hai quyết định cho đối phương thời gian suy nghĩ.
Những tưởng sự ra đi lần này chỉ là để đôi bên có thời gian suy nghĩ, nhưng không ngờ Vân Chí đã ra đi mãi mãi, trong đau thương và nuối tiếc để lại cho Dĩ San nỗi buồn da diết đến phát điên. Còn Diệc Sâm, anh cũng nhận ra rằng người anh yêu là Tô Di, nhưng cũng là lúc họ phải cùng đối mặt với căn bệnh hiểm nghèo của cô.
Về nhóm bạn trẻ Diệc Phong, Hy Hân, Hạo Thông, Lập Hào, Chí Hoằng, họ cùng nhau vượt qua thử thách để trở thành những phi công trẻ của Solar nhưng cũng là lúc họ đứng giữa sự lựa chọn giữa tình bạn và tình yêu khi mà cả Diệc Phong và Hạo Thông đều yêu Hy Hân.
Sân bay..người đến người đi..ai trong số họ có duyên với nhau..ai có thể nên nghĩa vợ chồng, ai có thể thành bạn thân chí cốt.... tình yêu và sự nghiệp, ước mơ và hiện thực, Bao La Vùng Trời là một bộ phim sẻ đem đến cho bạn những cảm nhận mới mẻ về tình yêu, duyên phận và những ước mơ bay cao, bay xa của những con người trẻ tuổi. 

## Nhân vật

### Nhà họ Đường
| Diễn viên   | Nhân vật         | Miêu tả |
| ----------- | ---------------- | --- |
| Thạch Tu    | Đường Hoàng      | Philip Bếp trưởng kiêm Tổng Điều hành của Công ty Ẩm thực Thiện Giai Không Chồng của Hình Giai Mỹ Ba của Đường Diệc Sâm, Đường Diệc Phong Sếp, bạn trai cũ của Thang Khải Văn |
| Hàn Mã Lợi  | Hình Giai Mỹ     | Cammy Giám đốc Bộ phận Dịch vụ khách hàng của Công ty Ẩm thực Thiện Giai Không Vợ của Đường Hoàng Mẹ của Đường Diệc Sâm, Đường Diệc Phong |
| Ngô Trấn Vũ | Đường Diệc Sâm   | Sam, Samuel, Anh Sam, Súp Nhân Sâm Phó cơ trưởng cấp cao, sau trở thành Cơ trưởng Chuyển sang làm Trợ lý Giám đốc Bộ phận Hỗ trợ khách hàng do chấn thương não và ứ máu ảnh hưởng đến thị lực, sau thời gian kiên nhẫn, cần cù, cuối cùng được trở lại làm Cơ trưởng Con trai cả của Đường Hoàng và Hình Giai Mỹ Anh trai của Đường Diệc Phong Bạn của Trình Nhật Đông Bạn bè, kẻ thù và đối thủ của Lăng Vân Chí, cả hai đã quen biết nhau hơn 20 năm Người yêu cũ của Lạc Dĩ San, cả hai chia tay nhau vì hiểu lầm, sau đó trở thành bạn tâm giao của nhau Khiến Tô Di yêu thầm, sau đó trở thành bạn gái của Tô Di và cuối cùng kết hôn với Tô Di Được Long Bà đặt tên thân mật là Súp Nhân Sâm |
| Ngô Trác Hy | Đường Diệc Phong | Issac, Hình Phong Phi công trưởng thứ hai của Solar Airways, cuối cùng được thăng chức Phó cơ trưởng Con trai út của Đường Hoàng và Hình Giai Mỹ Được đặt tên là Hình Phong Lớn lên tại Ý Bị Hình Giai Mỹ làm hiểu lầm khiến Đường Diệc Phong nghĩ rằng Đường Diệc Sâm là cháu của Đường Diệc Phong, sau đó biết được sự thật (tập 6), cuối cùng làm hòa và trở thành em trai của Đường Diệc Sâm Bạn tốt của Đồng Hy Hân, cả hai có tình cảm với nhau nhưng Đồng Hy Hân chọn trở thành bạn gái của Vạn Hạo Thông Bạn của Tô Di, Vạn Hạo Thông, Tạ Lập Hào, Cao Chí Hoằng, Lăng Trác Chi, Mạc Thiện Ba                                                                                              |

### Nhà họ Lăng
| Diễn viên    | Nhân vật        | Miêu tả |
| ------------ | --------------- | --- |
| Giang Hán    | Lăng Khuông Bác | Chồng của Thái Tư Lâm Ba của Lăng Vân Chí và Lăng Trác Chi Ba chồng của Lạc Dĩ San Định cư tại Úc |
| Lư Uyển Nhân | Thái Tư Lâm     | Vợ của Lăng Khuông Bác Mẹ của Lăng Vân Chí và Lăng Trác Chi Mẹ chồng của Lạc Dĩ San Định cư tại Úc |
| Mã Đức Chung | Lăng Vân Chí    | Vincent Phó cơ trưởng cấp cao, sau đó trở thành Cơ trưởng Con trai của Lăng Khuông Bác và Thái Tư Lâm Anh của Lăng Trác Chi Chồng của Lạc Dĩ San Bạn bè, kẻ thù và đối thủ của Đường Diệc Sâm, cả hai đã quen biết nhau hơn 20 năm Bạn trai cũ của Mimi, sau này cả hai trở thành bạn tâm tình Gián tiếp khiến Đường Diệc Sâm và Lạc Dĩ San chia tay nhau vì hiểu lầm Chết trong một vụ tai nạn tại Rome (tập 30) Xuất hiện trong giấc mơ của Lạc Dĩ San (tập 36, 39) |
| Trần Tuệ San | Lạc Dĩ San      | Belle, Isabelle Nhân viên Bộ phận Hỗ trợ khách hàng tại Cảng Hàng không Hồng Kông, sau đó trở thành Tiếp viên hàng không, cuối cùng trở lại làm Nhân viên Bộ phận Hỗ trợ khách hàng tại Cảng Hàng không Hồng Kông Vợ của Lăng Vân Chí Con dâu của Lăng Khuông Bác và Thái Tư Lâm Người yêu cũ của Đường Diệc Sâm, đã chia tay Đường Diệc Sâm vì hiểu lầm, sau đó cả hai trở thành bạn tâm tình Bạn của Tô Di, Bối Gia Lộ, Khưu Tuệ Kỳ Chị dâu của Lăng Trác Chi       |
| Hồ Định Hân  | Lăng Trác Chi   | Coco Tiếp viên hàng không Con gái của Lăng Khuông Bác và Thái Tư Lâm Em gái của Lăng Vân Chí Yêu thầm Đường Diệc Sâm Bạn gái của Tạ Lập Hào Bạn của Tô Di, Đồng Hy Hân, Đường Diệc Phong, Vạn Hạo Thông, Cao Chí Hoằng Xuất hiện tập 10 Định cư tại Úc, trở về Hồng Kông (tập 17) |

### Nhà họ Mạc
| Diễn viên       | Nhân vật     | Miêu tả |
| --------------- | ------------ | --- |
| Thái Quốc Khánh | Mạc Bách Đặc | Chồng của Tiêu Phương Ba của Mạc Thiện Ba Chú của Tô Di, Tô Căn Tên được dựa trên nhà soạn nhạc người Áo Mozart |
| Phùng Tố Ba     | Tiêu Phương  | Vợ của Mạc Bách Đặc Mẹ của Mạc Thiện Ba Dì của Tô Di Tên được dựa trên nhà soạn nhạc người Ba Lan Chopin |
| Lâm Hiểu Phong  | Mạc Thiện Ba | Paul Nhân viên Bộ phận Phục vụ hành khách tại Cảng Hàng không Hồng Kông Con trai út của Mạc Bách Đặc và Tiêu Phương Anh họ, bạn của Tô Di Bạn của Đồng Hy Hân, Đường Diệc Phong, Vạn Hạo Thông, Tạ Lập Hào, Cao Chí Hoằng Cấp dưới của Bối Gia Lộ, yêu thầm Bối Gia Lộ và sau này trở thành bạn trai của Bối Gia Lộ |
| Hồ Hạnh Nhi     | Tô Di        | Zoe Nhân viên Bộ phận Phục vụ hành khách tại Cảng Hàng không Hồng Kông Yêu thầm Đường Diệc Sâm, sau này trở thành bạn gái của Đường Diệc Sâm, cuối cùng trở thành vợ của Đường Diệc Sâm Em họ của Mạc Thiện Ba Cấp dưới, bạn của Bối Gia Lộ Bạn của Lạc Dĩ San, Đồng Hy Hân, Đường Diệc Phong, Vạn Hạo Thông, Tạ Lập Hào, Cao Chí Hoằng, Lăng Trác Chi, Vương Tổ Bồi Luôn đau đớn vì căn bệnh viêm cơ tim bẩm sinh, được hiến tặng và thay tim của Đinh Đang (tập 40) |

### Nhà họ Vạn
| Diễn viên       | Nhân vật      | Miêu tả |
| --------------- | ------------- | --- |
| Quách Phong     | Vạn Thế Xương | Doanh nhân giàu có / Chủ Công ty Vạn Niên Chồng của La Tú Quỳnh Ba của Vạn Hạo Thông Phản đối Vạn Hạo Thông làm phi công, mong muốn Vạn Hạo Thông tiếp quản Doanh nghiệp Vạn Niên, sau này chấp nhận |
| Tô Ân Từ        | La Tú Quỳnh   | Vợ của Vạn Thế Xương Mẹ của Vạn Hạo Thông |
| Trần Kiện Phong | Vạn Hạo Thông | Donald Phi công trưởng thứ hai của Solar Airways, cuối cùng từ chức Con trai của Vạn Thế Xương và La Tú Quỳnh Bạn của Đồng Hy Hân, luôn ganh đua với Đồng Hy Hân, sau trở thành bạn trai của Đồng Hy Hân, cuối cùng cả hai chia tay Bạn của Tô Di, Đồng Hy Hân, Đường Diệc Phong, Tạ Lập Hào, Cao Chí Hoằng, Lăng Trác Chi, Mạc Thiện Ba |
| Dương Thụy Lâm  | Chú Đức       | Trợ lý của Vạn Thế Xương |
| Lê Tú Anh       |               | Người hầu của Vạn Gia |

### Nhà họ Tạ
| Diễn viên        | Nhân vật      | Miêu tả |
| ---------------- | ------------- | --- |
| Trần Vinh Tuấn   | Tạ Tứ Hải     | Tài xế của Vạn Thế Xương Chồng của Trần Ngọc Cầm Ba của Tạ Lập Hào Bị Vạn Thế Xương sa thải trong quá trình làm việc vì lười biếng (tập 24) |
| La Quán Lan      | Trần Ngọc Cầm | Nhân viên Bộ phận Dọn dẹp của Solar Airways Vợ của Tạ Tứ Hải Mẹ của Tạ Lập Hào |
| Huỳnh Tông Trạch | Tạ Lập Hào    | Chris Phi công trưởng thứ hai của Solar Airways, cuối cùng được thăng chức Phó cơ trưởng Con trai của Tạ Tứ Hải và Trần Ngọc Cầm Bạn của Tô Di, Đồng Hy Hân, Đường Diệc Phong, Vạn Hạo Thông, Cao Chí Hoằng, Lăng Trác Chi, Mạc Thiện Ba Bạn trai của Lăng Trác Chi |

### Nhà họ Cao
| Diễn viên      | Nhân vật      | Miêu tả |
| -------------- | ------------- | --- |
| Lưu Giang      | Cao Đại Uy    | Chồng của Thẩm Lệ Bích Ba của Cao Chí Hoằng Chú của Denise |
| Trần Gia Nghi  | Thẩm Lệ Bích  | Vợ của Cao Đại Uy Mẹ của Cao Chí Hoằng Dì của Denise |
| Mã Quốc Minh   | Cao Chí Hoằng | Roy Phi công trưởng thứ hai của Solar Airways, cuối cùng được thăng chức Phó cơ trưởng Con trai của Cao Đại Uy và Thẩm Lệ Bích Anh họ của Cao Chí Hoằng Bạn của Tô Di, Đồng Hy Hân, Đường Diệc Phong, Vạn Hạo Thông, Tạ Lập Hào, Lăng Trác Chi, Mạc Thiện Ba |
| Châu Uyển Nghi | Denise        | Cháu của Cao Đại Uy và Thẩm Lệ Bích Em họ của Cao Chí Hoằng |

### Hãng Hàng không Solar Airways

#### Phi công
| Diễn viên         | Nhân vật         | Miêu tả |
| ----------------- | ---------------- | --- |
| Lạc Ứng Quân      | Kim Trạch Thái   | Taylor, Yasushi Kanazawa Người Trung Quốc lai Nhật Bản Quản lý Bộ phận Đào tạo Cơ trưởng Hôn phu của Diệp Nhạn Đình |
| Hà Quốc Vinh      | Eddie            | Cơ trưởng / Cơ trưởng Đào tạo cấp cao |
| Ngô Trấn Vũ       | Đường Diệc Sâm   | Samuel Phó cơ trưởng cấp cao, trở thành Cơ trưởng người Trung Quốc đầu tiên tại Hồng Kông (tập 20) Chuyển sang làm Trợ lý Giám đốc Bộ phận Hỗ trợ khách hàng do chấn thương não và ứ máu ảnh hưởng đến thị lực (tập 22) Sau này trở lại làm Cơ trưởng (tập 36) Xem tại Nhà họ Đường |
| Mã Đức Chung      | Lăng Vân Chí     | Vincent Phó cơ trưởng cấp cao kiêm Cơ trưởng (tập 28) Xem tại Nhà họ Lăng |
| Đặng Tử Phong     | Trình Nhật Đông  | Tony Phó cơ trưởng cấp cao, được thăng chức làm Cơ trưởng (tập 40) Bạn của Đường Diệc Sâm |
| Lương Kiện Bình   | Willie           | Phó cơ trưởng cấp cao |
| Thiệu Trác Nghiêu | Jay              | Phó cơ trưởng cấp cao |
| Diệp Tuyền        | Đồng Hy Hân      | Zita Phi công trưởng thứ hai, được thăng chức Phó cơ trưởng (tập 40) Nữ phi công đầu tiên của Solar Airways Con gái của Diệp Nhạn Đình Con gái của Kim Trạch Thái và hiểu lầm Kim Trạch Thái là cha ruột của mình Bạn của Đường Diệc Phong và thầm thích Đường Diệc Phong Bạn của Vạn Hạo Thông, sau đó trở thành bạn gái của Vạn Hạo Thông, cuối cùng đã chia tay Bạn thời trung học của Khưu Tuệ Kỳ Bạn của Tô Di, Tạ Lập Hào, Cao Chí Hoằng, Lăng Trác Chi, Mạc Thiện Ba Xuất hiện tập 4 |
| Ngô Trác Hy       | Đường Diệc Phong | Issac Phi công trưởng thứ hai, được thăng chức Phó cơ trưởng (tập 40) Xem tại Nhà họ Đường |
| Trần Kiện Phong   | Vạn Hạo Thông    | Donald Phi công trưởng thứ hai, đã từ chức (tập 36) Xem tại Nhà họ Vạn |
| Huỳnh Tông Trạch  | Tạ Lập Hào       | Chris Phi công trưởng thứ hai, được thăng chức Phó cơ trưởng (tập 40) Xem tại Nhà họ Tạ |
| Mã Quốc Minh      | Cao Chí Hoằng    | Roy Phi công trưởng thứ hai, được thăng chức Phó cơ trưởng (tập 40) Xem tại Nhà họ Cao |
| Huỳnh Gia Lạc     | Lý Tử Duy        | Victor Phi công trưởng thứ hai |
| Huỳnh Tử Hằng     | Chung Thế Bái    | Nick Phi công trưởng thứ hai |
| Thái Kỳ Tuấn      | Hứa Quang Thành  | Phi công trưởng thứ hai |
| Lưu Thiên Sủng    | Khương Chí Lỗi   | Phi công trưởng thứ hai |
| Dương Hồng Tuấn   | Trần Thiếu Hùng  | Phi công trưởng thứ hai |
| Lê Nặc Ý          |                  | Phi công thực tập sinh |
| Trần Khôn         |                  | Phi công thực tập sinh |
| Trịnh Tuấn Hoằng  |                  | Phi công thực tập sinh |
| Cầu Trác Năng     |                  | Phi công thực tập sinh |

#### Tiếp viên hàng không
| Diễn viên        | Nhân vật         | Miêu tả |
| ---------------- | ---------------- | --- |
| Trần Tú Châu     | Diệp Nhạn Đình   | Tina Quản lý Bộ phận Tiếp viên hàng không Mẹ của Đồng Hy Hân Hôn thê của Kim Trạch Thái                                                                   |
| Chung Lệ Kỳ      | Khưu Tuệ Kỳ      | Vicky Trưởng Tiếp viên hàng không Bạn của Lạc Dĩ San và Bối Gia Lộ Bạn cấp hai của Đồng Hy Hân                                                            |
| Tăng Tuệ Vân     | Sa Liên Nã       | Selina Trưởng Tiếp viên hàng không Sếp của Lạc Dĩ San |
| Phùng Hiểu Văn   | Thang Vận Diệu   | Winnie Trưởng Tiếp viên hàng không Sếp của Lạc Dĩ San |
| Trần Tuệ San     | Lạc Dĩ San       | Isabelle Tiếp viên hàng không, ban đầu là Nhân viên Bộ phận Hỗ trợ khách hàng tại Cảng Hàng không, trở lại công việc ban đầu (tập 37) Xem tại Nhà họ Lăng |
| Hồ Định Hân      | Lăng Trác Chi    | Coco Tiếp viên hàng không Xem tại Nhà họ Lăng |
| Trương Tùng Chi  | Trì Thượng Văn   | Sherman Tiếp viên hàng không |
| Huỳnh Ôn Nghiên  | Phan Tiểu Tịnh   | Iris Tiếp viên hàng không |
| Lâm Giai Dung    | Lưu Bội Bội      | Peggy Tiếp viên hàng không |
| Giản Mộ Hoa      | Hà Nhã Băng      | Tiếp viên hàng không |
| Châu Khải San    | Nguyễn Khiết Hoa | Tiếp viên hàng không |
| Trương Hiểu Lam  | Giang Gia Doanh  | Tiếp viên hàng không |
| Dương Na         | Tôn Nhã Lệ       | Tiếp viên hàng không |
| Lý Tư Bội        | Lily             | Tiếp viên hàng không |
| Vương Quán Trung | Ben              | Tiếp viên hàng không |

#### Quản lý - Bộ phận Xử lý tiếp đất và hỗ trợ hành khách
| Diễn viên        | Nhân vật       | Miêu tả |
| ---------------- | -------------- | --- |
| Đới Chí Vỹ       | Tư Đồ Hiên     | Henry Tổng Giám đốc |
| Trần Tuệ San     | Lạc Dĩ San     | Isabelle Nhân viên Bộ phận Hỗ trợ khách hàng tại Cảng Hàng không Hồng Kông, được chuyển lên làm Tiếp viên hàng không (tập 17), trở lại làm Nhân viên Bộ phận Hỗ trợ khách hàng tại Cảng Hàng không Hồng Kông (tập 37) Xem tại Nhà họ Lăng |
| Trần Văn Tịnh    | Tạ Úc Phân     | Brenda Nhân viên Bộ phận Hỗ trợ khách hàng tại Cảng Hàng không Hồng Kông |
| Hàn Dục Hà       | Moon           | Quản lý Bộ phận Hỗ trợ khách hàng |
| Ngô Trấn Vũ      | Đường Diệc Sâm | Samuel Trợ lý Giám đốc Bộ phận Hỗ trợ khách hàng, trước đây là Cơ trưởng, trở lại làm Cơ trưởng (tập 36) Xem tại Nhà họ Đường |
| Huỳnh Kỷ Doanh   | Trịnh Chung Ni | Jenny Nhân viên Bộ phận Xử lý tiếp đất, sau này trở thành Giám đốc Bộ phận Hỗ trợ khách hàng |
| Huỳnh Tử Vỹ      | Yoyo           | Giám đốc Bộ phận Hỗ trợ khách hàng |
| Chung Hiểu Doanh | Shirley        | Giám đốc Bộ phận Hỗ trợ khách hàng |
| Huỳnh Bích Linh  |                | Thư ký Bộ phận Hỗ trợ khách hàng |

### Cảng Hàng không Hồng Kông
| Diễn viên       | Nhân vật        | Miêu tả |
| --------------- | --------------- | --- |
| Tô Ngọc Hoa     | Bối Gia Lộ      | Ruby Quản lý Bộ phận Phục vụ hành khách Sếp của Mạc Thiện Ba, sau này trở thành bạn gái của Mạc Thiện Ba Bạn của Lạc Dĩ San và Khưu Tuệ Kỳ Sếp và bạn của Tô Di |
| Lỗ Chấn Thuận   | Phí Văn Cao     | Mingo Quản lý Bộ phận Phục vụ hành khách |
| Lâm Hiểu Phong  | Mạc Thiện Ba    | Paul Nhân viên Bộ phận Phục vụ hành khách Xem tại Nhà họ Mạc |
| Hồ Hạnh Nhi     | Tô Di           | Zoe Nhân viên Bộ phận Phục vụ hành khách Xem tại Nhà họ Mạc |
| Lỗ Văn Kiệt     | Chu Nhuận Điền  | Leslie Nhân viên Bộ phận Phục vụ hành khách Cấp dưới của Ruby và Mingo                                                                                          |
| Châu Gia Di     | Mạch Uyển Thanh | Maggie Nhân viên Bộ phận Phục vụ hành khách Cấp dưới của Ruby và Mingo                                                                                          |
| Lâm Viễn Nghinh | Hồ Quốc Hiền    | Nhân viên Bộ phận Phục vụ hành khách Cấp dưới của Ruby và Mingo                                                                                                 |

### Nhân vật khác
| Diễn viên          | Nhân vật                     | Miêu tả |
| ------------------ | ---------------------------- | --- |
| Diêu Doanh Doanh   | Mimi                         | Bạn gái cũ của Lăng Vân Chí, sau trở thành bạn tâm tình của Lăng Vân Chí Bị Lạc Dĩ San hiểu lầm là bạn gái của Đường Diệc Sâm khiến Lạc Dĩ San và Đường Diệc Sâm chia tay nhau |
| Cổ Minh Hoa        | Tô Căn                       | Anh của Tô Di Định cư tại Nhật Bản |
| Trần Khải Di       | Thang Khải Văn               | Natalie Thư ký, bạn gái cũ của Đường Hoàng |
| Tiêu Huy Dũng      | Viên chức Giáp               | |
| Trần Gia Lộ        | Viên chức Ất                 | |
| Lê Nặc Ý           | Viên chức Bính               | |
| Lục Tuấn Quang     | Viên chức Đinh               | |
| Cầu Trác Năng      | Viên chức Mậu                | |
| Trần Kỳ            | Thanh tra Kiểm tra công việc | |
| Chúc Văn Quân      |                              | Phóng viên điều tra |
| Mạch Gia Luân      | Bác sĩ                       | |
| Châu Phi Ngôn      | Doris                        | |
| Lâm Mẫn Nghi       | Bonnie                       | |
| Xa Bảo La          | Tạ Sanh                      | |
| Phan Phương Phương | Cô giáo Vương                | May Giáo viên của Tô Di Bạn gái cũ của Trương Cường |
| Chung Chí Quang    | Trương Cường                 | Bạn trai cũ của cô giáo Vương |
| Quảng Tá Huy       | Bác sĩ                       | |
| Lý Hồng Kiệt       | Bác sĩ                       | |
| Tăng Kiện Minh     | Bác sĩ                       | Bác sĩ phụ trách điều trị các bệnh về mắt của Đường Diệc Sâm (tập 21) |
| Bố Vy Kiệt         | David                        | Bác sĩ người Úc Chữa lành bàn chân cho Vạn Hạo Thông (tập 25) |
| Quách Đức Tín      | Bác sĩ Tần                   | Bác sĩ theo dõi tình trạng sức khỏe của Tô Di |
| Cao Tuấn Văn       | Trình Nghệ Đình              | Bác sĩ tâm lý (tập 37) |
| Kiều Thạch Văn     | Bác sĩ                       | |
| Trác Nghê          | Y tá                         | |
| Liêu Lệ Lệ         | Ada                          | Sư mẫu của Đường Diệc Sâm |
| Trương Quốc Uy     | Cảnh sát                     | |
| Trần Đan Đan       | Chu Chỉ Tình                 | |
| Lưu Quế Phương     | Người thân                   | |
| Vương Duy Đức      | Ken                          | Dược sĩ Bạn học của Lăng Vân Chí |
| Lâm Thục Mẫn       | Mandy                        | |
| Chung Kiến Văn     |                              | |
| Từ Vinh            | Trần Quốc Hổ                 | Nhà lãnh đạo người Đài Loan Bị mắc kẹt tại Cảng Hàng không Hồng Kông do lỗi lịch trình chuyến bay của Solar Airways                                                            |
| Trần Thụy Hoa      | Hồng Linh                    | |
| Huỳnh Nguyệt Minh  | Ôn Lệ Oánh                   | Bạn gái cũ của Lăng Vân Chí |
| Lương Gia Vịnh     | Hà Uyển Kỳ                   | Helen |
| Hồ Huỳnh Long      | Địch Hoa Đức                 | Frankie |
| Vương Thiểu Bình   | Eve                          | |
| Ngũ Lạc Văn        | Christine                    | |
| Trần Giai          | Amy                          | |
| Vương Vĩ Lương     | Đạt                          | Bị bệnh tâm thần Bị ám ảnh bởi Tô Di Cướp, làm Tô Di và Đường Diệc Sâm bị thương (tập 16) và sau đó bị bắt                                                                     |
| Thẩm Khả Hân       | Lan                          | Mẹ của San Di Bạn của Lạc Dĩ San và Tô Di |
| Mạc Gia Nghiêu     | Tài                          | Hành khách Đau khổ vì bệnh não úng thủy, trở nên điên loạn và làm cơ trưởng bị thương (tập 19) và sau đó được đưa đến bệnh viện để kiểm tra                                    |
| Dư Mộ Liên         |                              | Dì Ba của Cao Chí Hoằng |
| Huỳnh Văn Tiêu     | Đặng Tiên sinh               | Hành khách Hành hung Lạc Dĩ San và phàn nàn về cô (tập 32) |
| Du Tiêu            |                              | Hành khách Hút thuốc trong nhà vệ sinh máy bay gây ra hỏa hoạn (tập 34) và sau đó bị giam giữ                                                                                  |
| Diệp Vĩ            |                              | Hành khách |
| Đỗ Hống            |                              | Hành khách |
| Hạ Trúc Hân        |                              | Hành khách |
| Ninh Tấn           |                              | Hành khách |
| Lê Minh Nặc        | Đạo diễn                     | Hành khách |
| Trịnh Thế Hào      |                              | Hành khách |
| Huỳnh An Kỳ        |                              | Hành khách |
| Lâm Ảnh Hồng       |                              | Hành khách |
| Thái Tử Kiện       | Dư Tiên sinh                 | Hành khách |
| Hà Chí Tường       |                              | Hành khách |
| Phan Quán Lâm      |                              | Hành khách |
| Huỳnh Tuấn Thân    |                              | Hành khách |
| Huỳnh Bích Linh    |                              | Hành khách |
| Tống Tử Doanh      |                              | Hành khách |
| Trác Lịch          |                              | Hành khách |
| Lôi Ân             |                              | Hành khách |
| Trương Bối Tây     |                              | Hành khách |
| Ngụy Huệ Văn       | Cảnh sát mặc thường phục     | |
| Lôi Ân             | Nữ hành khách qua đường      | |
| Hồ Nặc Ngôn        | Rex                          | Bạn cũ của Vạn Hạo Thông Con của Lưu Sư phụ |
| Trần Địch Khắc     | Lưu Sư phụ                   | Thầy dạy làm bánh bò Cha của Rex |

### Nhân vật khách mời
| Diễn viên        | Nhân vật       | Miêu tả | Sự xuất hiện   |
| ---------------- | -------------- | --- | -------------- |
| Khang Hoa        | Carol          | Bạn gái của ông Trần | Tập 1          |
| Quách Chính Hồng | Ông Trần       | Joe Bạn trai của Carol | Tập 1          |
| Lý Quốc Lân      | Trần Khắc Minh | Tiểu Hắc Diễn viên đóng thế nổi tiếng Vai diễn lấy hình tượng của cố nam diễn viên Kha Thụ Lương                                    | Tập 4          |
| Dương Uyển Nghi  | Trần Thái      | Người phụ nữ mang thai Vợ của Trần Khắc Minh                                                                                        | Tập 4          |
| Chung Hân Đồng   | Gillian        | Ca sĩ Chị gái thất lạc của Charlene                                                                                                 | Tập 6          |
| Thái Trác Nghiên | Charlene       | Em gái thất lạc của Gillian | Tập 6          |
| La Lan           | Bà Long        | Hành khách thân quen của Hãng Hàng không Solar Airways Người đặt tên Súp Nhân Sâm cho Đường Diệc Sâm                                | Tập 22, 23, 40 |
| Trần Dịch Tấn    | Trần Dịch Tấn  | Eason Ca sĩ | Tập 26         |
| Vương Kiệt       | Vương Tổ Bồi   | Josh Nghệ sĩ Piano Bạn của Tô Di | Tập 32, 35, 36 |
| Đặng Kiện Hoằng  | Đại Hùng       | Bạn trai của Đinh Đang, sau này trở thành hôn phu của Đinh Đang                                                                     | Tập 34, 37, 40 |
| Gia Bích Nghi    | Đinh Đang      | Bạn gái của Đại Hùng, sau này trở thành hôn thê của Đại Hùng Qua đời do tai nạn giao thông (tập 40) và hiến tặng trái tim cho Tô Di | Tập 34, 37, 39 |

## Xếp hạng
| Tuần | Ngày                            | Số tập  | Điểm Rating trung bình | Điểm Rating cao nhất |
| ---- | ------------------------------- | ------- | ---------------------- | -------------------- |
| 1    | 27 tháng 10 - 31 tháng 10, 2003 | 01 - 05 | 31                     |                      |
| 2    | 03 tháng 11 - 08 tháng 11, 2003 | 06 - 10 | 31                     |                      |
| 3    | 11 tháng 11 - 15 tháng 11, 2003 | 11 - 15 | 30                     |                      |
| 4    | 18 tháng 11 - 22 tháng 11, 2003 | 16 - 20 | 33                     |                      |
| 5    | 25 tháng 11 - 29 tháng 11, 2003 | 21 - 25 | 33                     |                      |
| 6    | 02 tháng 12 - 07 tháng 12, 2003 | 26 - 30 | 33                     |                      |
| 7    | 10 tháng 12 - 14 tháng 12, 2003 | 31 - 35 | 33                     |                      |
| 8    | 17 tháng 12 - 22 tháng 12, 2003 | 36 - 40 | 32                     | 37                   |